# تولید برای استفاده
تولید برای استفاده یا تولید برای کاربرد (به انگلیسی:Production for use) عبارتی است که به اصل سازماندهی اقتصادی و تولید به عنوان یک معیار تعیین‌کننده در اقتصاد سوسیالیستی اشاره می‌کند. این اصطلاح در مقابل تولید برای سود قرار می‌گیرد. این معیار برای تمایز کمونیسم از سرمایه‌داری استفاده می‌شود و یکی از مشخصه‌های تعیین‌کننده اساسی کمونیسم است.
این اصل دارای معانی گسترده‌ای است و می‌تواند به مجموعه‌ای از پیکربندی‌های مختلف اشاره کند که بر اساس نظریه زیربنایی اقتصاد به کار رفته دارای تفاوت است. در تعریف کلاسیک خود، تولید برای استفاده: متضمن یک سیستم اقتصادی است که به موجب آن قانون ارزش و قانون انباشت دیگر فعالیت اقتصادی را هدایت نمی‌کند و در عوض معیار سنجشی مستقیمی از کاربرد کالا و ارزش به جای انتزاعات ساخته شده از یک نظام قیمتی، پول و سرمایه مورد کاربرد هستند. تعریف‌های متفاوت و جایگزینی از سوسیالیسم مانند مدل «Lange» از یک نظام سودی استفاده نمی‌کنند و در عوض از یک نظام قیمتی و محاسبه پولی بهره می‌برند.
انتقاد اصلی سوسیالیستی از سود در سرمایه‌داری این است که انباشت سرمایه («پول درآوردن») به‌طور فزاینده ای از فرایند تولید ارزش اقتصادی جدا می‌شود و منجر به اتلاف، ناکارآمدی و مشکلات اجتماعی می‌شود. اساساً و بر این مبنا، انباشت سرمایه نوعی تحریف در یک فرایند حسابداری جامع مناسب است و بر اساس اعلان قانون ارزش به جای هزینه‌های «واقعی» تولید و به‌طور عینی خارج از روابط اجتماعی تعیین می‌شود.